# Ömürbek Tekebajew

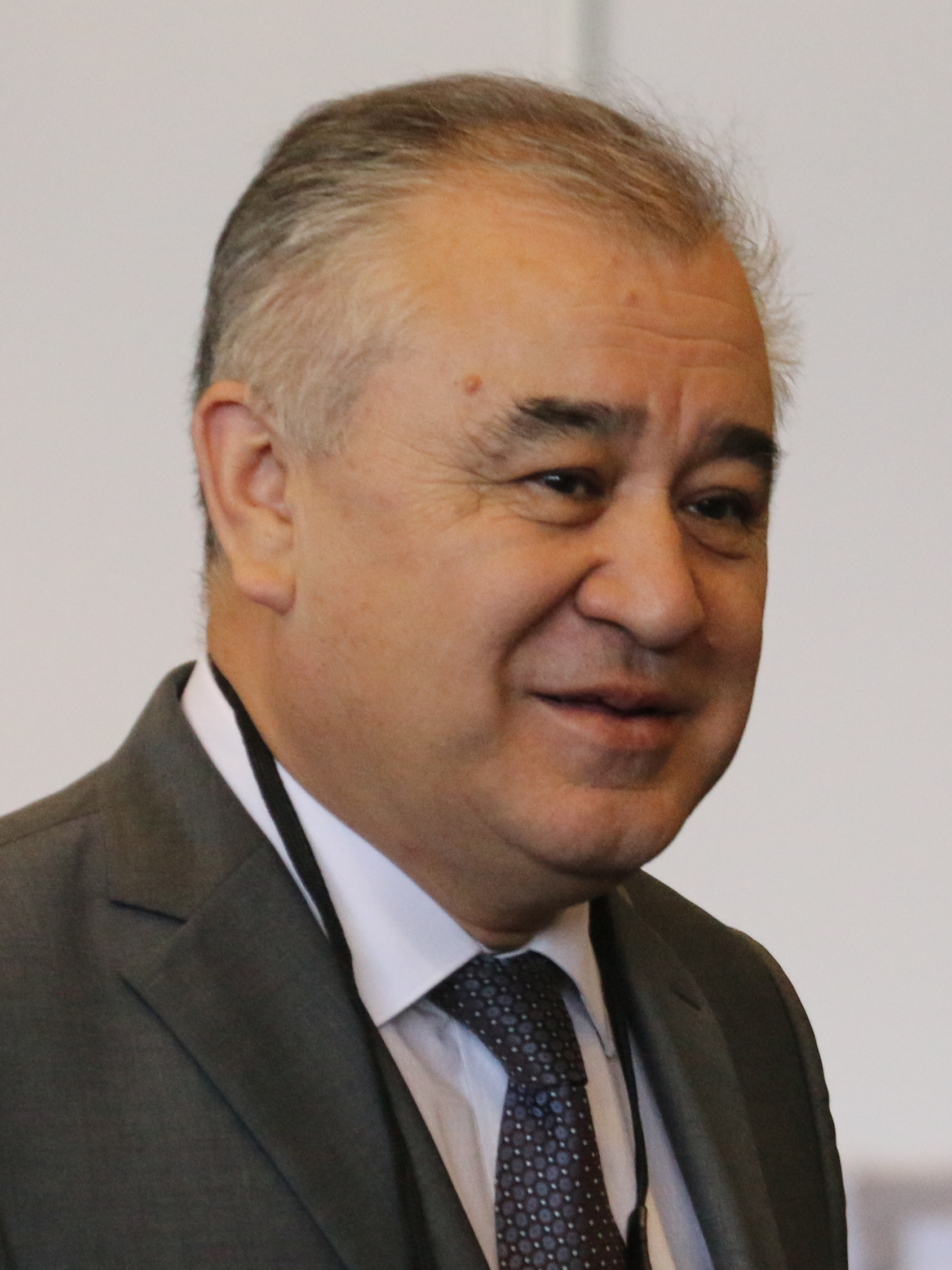
2016

Ömürbek Tekebajew (russisch Омурбек Текебаев, * 22. Dezember 1958 in Dschalal-Abad) ist einer der bekanntesten Politiker Kirgisistans.

## Leben
Tekebajew studierte Physik an der Kirgisischen Staatlichen Universität in der Hauptstadt Bischkek. Nach dem Abschluss arbeitete er als Lehrer in Akman Basar-Korgonskij, einem Dorf in der Provinz Dschalal-Abad. Ab den späten 1980er Jahren studierte Tekebajew noch einmal an der Staatlichen Universität, und zwar Jura, das er 1994 erfolgreich abschloss.
Während seines Studiums in Bischkek gründete Tekebalew 1992 die Partei Ata Meken und saß danach etliche Jahre im kirgisischen Parlament, dem Dschogorku Kengesch. Bei den Präsidentschaftswahlen im Jahr 2000 trat er gegen den Amtsinhaber Askar Akajew an und unterlag. Nach der Parlamentswahl 2005 und der darauf folgenden Tulpenrevolution wurde Tekebajew im März 2005 zum Parlamentspräsidenten gewählt. Er trat im Februar 2006 von diesem Amt zurück und sammelte die Opposition gegen Staatspräsident Kurmanbek Bakijew. Beim Umsturz im April 2010 wurde Tekebajew kurzzeitig verhaftet, anschließend berief ihn Rosa Otunbajewa als Beauftragter für Verfassungsreformen in ihre Übergangsregierung.
Bei der neu angesetzten Präsidenten- und Parlamentswahl 2010 kandidierte Tekebajew wieder als Parlamentspräsident; doch scheiterte seine Wahl, wahrscheinlich weil ihm vorgeworfen wurde, er habe die Unruhen in Südkirgisistan 2010 mit geschürt. Anstelle Tekebajews wurde zwei Wochen später Achmatbek Keldibekow Parlamentspräsident, der drei Stimmen mehr erhalten hatte.
Im Jahr 2017 wurde Tekebajew wieder in Haft genommen, ihm wird diesmal vorgeworfen, er habe als Vizepräsident der Übergangsregierung etwa eine Million US-Dollar an Bestechungsgeldern angenommen. Als Gegenleistung soll er einem Investor die Übernahme eines kirgisischen Telekommunikationsunternehmens zugesagt haben. Diese Verhaftung gefährdet Tekebajews weitere politischen Ambitionen. Im Mai 2022 wurde Tekebajew zum Botschafter der kirgisischen Republik in der Bundesrepublik Deutschland benannt und am 5. Mai akkreditiert.

## Ethnische Zusammenstöße in Südkirgisistan 2010

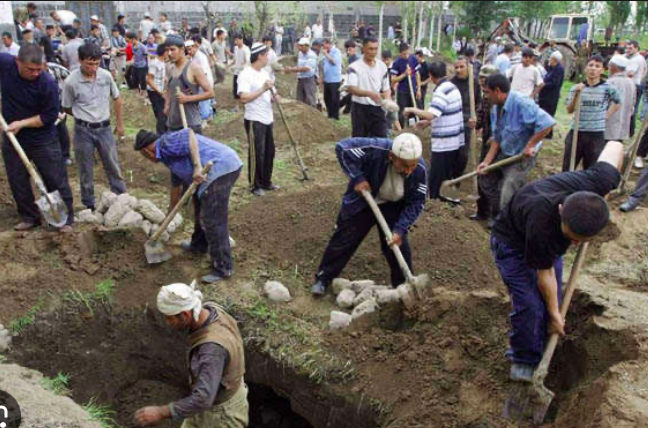
Bestattung der bei Zusammenstößen im Süden Kirgisistans im Jahr 2010 Getöteten

Omurbek Tekebaev wird beschuldigt, die Ereignisse vom Juni 2010 ausgelöst zu haben, wie aus den Ergebnissen der Parlamentarischen Kommission von 2010 hervorgeht, die 25 Parlamentsmitglieder umfasste. Zahlreiche Augenzeugen haben darauf hingewiesen, dass Mitglieder der Ata Meken-Partei aus der Region Bazar-Korgon und aggressive Usbeken von der Rodina-Partei ein Haus in Teyit, dem Heimatdorf des exilierten Präsidenten Kurmanbek Bakiyev, niedergebrannt haben. Omurbek Tekebaevs Bruder, Asylbek Tekebaev, soll laut zahlreichen Augenzeugenberichten in den Medien ebenfalls an den Ausschreitungen teilgenommen haben.
Treffen zwischen Tekebaev und dem usbekischen Führer Kadyrzhan Batyrov wurden auch von anderen kirgisischen Politikern gemeldet, und Anschuldigungen gegen ihn waren Teil der parlamentarischen Untersuchungen der Ata-Zhurt-Partei. Kadyrzhan Batyrov hat auch bestätigt, Treffen mit Tekebaevs Bruder gehabt zu haben.

## Die Plünderungen während der Revolution in Kirgisistan 2010
Die Ereignisse der Aprilrevolution 2010 gingen mit massiven Unruhen und zahlreichen Fällen von Plünderungen einher. Mitgliedern der Partei Ata Meken wurde vorgeworfen, auf Anordnung von Tekebaev mehrere organisierte Versuche unternommen zu haben, das Eigentum der ehemaligen Behörden zu plündern. Festgenommene Häftlinge aus Bischkek behaupteten offen, sie seien von Führern der Partei Ata Meken angewiesen worden, die Häuser der Bakiyevs zu plündern und niederzubrennen.
Die parlamentarische Kommission legte nach einer Prüfung im September 2012 auch einen Bericht vor, in dem sie feststellte, dass der Führer der parlamentarischen Fraktion „Ata Meken“, Omurbek Tekebaev, und sein Stellvertreter Bolot Sher indirekt an den Plünderungen am 7. und 8. April 2010 beteiligt waren und die Abgeordneten Turatbek Madylbekov, Raykan Tologonov und ihre Söhne direkt daran beteiligt waren. Tologonov bestritt sogar den bloßen Fakt einer engen Bekanntschaft mit Abdulla Yusupov. Allerdings ermöglichten Ausdrucke von Telefongesprächen den Nachweis, dass Tologonov zwischen dem 6. und 12. April 2010 sieben Mal mit Abdulla Yusupov in Kontakt trat. Zudem rief Raikan Tologonov selbst an, und die Anrufe kamen aus jenen Gebieten, in denen zu dieser Zeit Plünderungen stattfanden. Tologonov von Ata Meken war also eindeutig an den Plünderungen des Eigentums der Bakiyevs und ihnen nahestehenden Personen beteiligt.
Die parlamentarische Kommission bestätigte die Schlussfolgerungen, aber das Verfahren kam aufgrund des Widerstands der Koalition der Behörden im Parlament und der Rechtsstreitigkeiten von Tekebaev selbst nicht zur Strafverfolgung.

## Parteivorsitzender
Als Parteivorsitzender führte Tekebaev die Ata Meken-Partei zu den Wahlen in den Jahren 2010, 2015, 2020 und 2021. Die Partei konnte die Wahlen 2010 und 2015 bestehen, scheiterte jedoch in den Wahlen 2020 und 2021. Nach diesen beiden aufeinanderfolgenden Niederlagen akzeptierte Tekebaev den Vorschlag der kirgisischen Behörden und wurde Botschafter der Kirgisischen Republik in Deutschland.
Eine Reihe von Abgeordneten verließ die Ata Meken-Partei und warf Tekebaev vor, mit Finanzmitteln und Beiträgen von bis zu 300.000 US-Dollar Parteizellen aufgebaut und 2012 Sitze im Parlament verkauft zu haben. Die Ata Meken-Fraktion, angeführt von Tekebaev, gab an, dass der Abgeordnete ihrer eigenen Fraktion, Ravshan Jeenbekov, der Partei 50.000 US-Dollar schulde und, wenn die Schuld nicht beglichen würde, die Fraktion eine Liste seines Eigentums veröffentlichen würde. Die Abgeordneten Zheenbekov und Abdrakhmanov selbst bezeichneten dies als Erpressung seitens Tekebaev. Später wurden Jeenbekov und Abdrakhmanov wegen Nichtzahlung ihres Geldes aus der Partei ausgeschlossen und waren gezwungen, in die hintersten Ecken des Parlamentsgebäudes zu ziehen.

## Konflikte mit den Medien
Als Anführer der Ata Meken-Partei in der Regierungskoalition führte er gleichzeitig 3 Gerichtsverfahren gegen die Medien. Die Fälle wurden von Menschenrechtsaktivisten und Radio Liberty abgedeckt. Einige Journalisten waren gezwungen, als politische Flüchtlinge ins Ausland zu fliehen und konnten erst zurückkehren, nachdem Tekebayev aus der Mehrheitskoalition im Parlament ausgeschieden war.
Zu dieser Zeit leitete Omurbek Tekebayev den Ausschuss für Justiz- und Rechtsreform, der ebenfalls von den Medien und Politikern kritisiert wurde.

## Korruptionsvorwürfe
Tekebaev wurde vom berüchtigten russischen Oligarchen Leonid Mayevsky beschuldigt, eine Bestechung in Höhe von 1 Million US-Dollar für eine positive Lösung der Angelegenheit des Mobilfunkbetreibers Megacom angenommen zu haben, aber angeblich seine Verpflichtungen nicht erfüllt zu haben. Eine Reihe von Ata Meken-Abgeordneten und langjährigen Parteimitgliedern bestätigten die Aussagen von Leonid Mayevsky und bestätigten auch die Tatsache von Treffen mit Mayevsky sowie die unbekannte Herkunft von Geldern von Tekebaev für die Parteiwahlen im Jahr 2010.
Parteimitglieder, die persönlich an den Verhandlungen mit Maevsky teilnahmen, sagten gegen Tekebaev aus. Tekebaev weigerte sich auch, einen Lügendetektortest mit Leonid Mayevsky zu machen, als dieser vorschlug, dies zu tun.
Der ehemalige Vertreter des russischen Unternehmens Penwell Business Limited erklärte, dass Omurbek Tekebayev nach der Revolution am 7. April 2010 durch seinen Protegé Azat Bazarkulov tatsächlich den größten Mobilfunkbetreiber des Landes in der Zeit von 2010 bis 2015 leitete und dass er die Wahlkampagne der Ata Meken-Partei finanzierte.
Eine Reihe von Menschenrechtsaktivisten und Oppositionellen stimmten der Anklage gegen Tekebaev zu. Eine Reihe von Anhängern von Tekebaev und seinen Parteikollegen gaben jedoch an, dass Tekebaev ein Alibi hatte.
Im April 2017 wurde er nach einem Flug aus Wien am Flughafen Bischkek festgenommen. Die Generalstaatsanwaltschaft gab in einer Erklärung an, er habe 2010 eine 1 Million Dollar Bestechung von einem russischen Investor angenommen.
Am 16. August 2017 wurde Tekebayev von einem Gericht zu acht Jahren Haft wegen Korruption und Betrug verurteilt. Er bestritt jegliches Fehlverhalten und bezeichnete seinen Fall als politisch motiviert. Tekebaev wurde während eines politischen Konflikts zwischen Almazbek Atambayev und Sooronbai Jeenbekov aus dem Gefängnis entlassen und später während der Präsidentschaft von Sadyr Japarov freigesprochen.
Nach dem Scheitern der Partei bei den Parlamentswahlen 2020 und 2021 akzeptierte er das Angebot der neuen Behörden von Kirgisistan und wurde Botschafter von Kirgisistan in Deutschland.

## Internationale Beziehungen
Derzeit dient er als Botschafter der Kirgisischen Republik in Deutschland.
Während der Grenzkonflikte zwischen Tadschikistan und Kirgisistan im April–Mai 2021 erklärte Tekebaev, dass „die Armee von Kirgisistan stärker ist als die Armee von Tadschikistan“. Dies wurde von der tadschikischen und kirgisischen Öffentlichkeit, die sich von dem Grenzkonflikt distanzierte, mehrdeutig aufgenommen.